# Bagfjorden
Het Bagfjorden is een fjord in Nationaal park Noordoost-Groenland in het oosten van Groenland.
De benaming van het fjord verwijst ernaar dat het achter een eiland tussen het eiland en de gletsjer in ligt.

## Geografie
De baai is een zijtak in het zuidwesten van het Borgfjorden. Het fjord is noordoost-zuidwest georiënteerd en heeft een lengte van meer dan tien kilometer. In het zuidwesten komt een kleine tak van de L. Bistrupgletsjer uit op het fjord. In het noordoosten mondt het fjord uit op het Borgfjorden.
Ten oosten van het fjord ligt het eiland Lindhard Ø en ten westen de L. Bistrupgletsjer.